# 서울공항초등학교
서울공항초등학교는 대한민국 서울특별시 강서구 마곡동에 있는 공립 초등학교이다.

## 학교 연혁
- 1983년 3월 2일 서울공항국민학교 개교 (송정에서 분리)(1,794명 인수 39학급 편성)
- 1996년 3월 1일 서울공항초등학교로 개칭
- 1997년 10월 13일 강서교육청 발명교실 개관
- 2011년 9월 1일 서울형 혁신예비학교 운영
- 2012년 2월 15일 제29회 졸업식(50명)
- 2012년 3월 1일 서울형 혁신학교 지정
- 2013년 2월 15일 제30명 졸업식(39명)
- 2013년 3월 18일 마곡지구 신축 교사 착공식
- 2014년 2월 14일 제31회 졸업식(22명)
- 2014년 9월 1일 신축 교사로 이전, 41학급(특수 2학급 포함) 및 병설유치원 4학급 편성
- 2014년 10월 31일 신축 이전 개관식
- 2015년 2월 13일 제32회 졸업식(63명)
- 2016년 2월 17일 제33회 졸업식(129명)
- 2016년 5월 29일 안전대 설치 공사
- 2016년 8월 16일 인도 Him Academy Public School과 MOU 체결
- 2016년 9월 29일 너른 공간 개소식
- 2016년 11월 7일 에코스쿨 사업 및 유치원 후문 공사
- 2017년 2월 17일 제34회 졸업식(160명)
- 2017년 3월 8일 중국 청도시 교육관계방문단과의 교류
- 2017년 5월 16일 말레이시아 교육관계자 및 학생방문단과의 교류
- 2017년 11월 5일 나비쉼터 설치
- 2017년 12월 14일 학교 역사의 벽 설치
- 2017년 12월 19일 한국유네스코 협력학교 신규 승인
- 2018년 2월 13일 제35회 졸업식(180명)
- 2018년 5월 28일 12개 교실 증축공사 시공
- 2018년 6월 25일 학생식당 방풍실, 식당 가드레일, 타일 설치
- 2018년 8월 26일 1개 교실 벽체 보수 타일공사
- 2018년 12월 10일 공기청정기 전 교실 설치
- 2019년 2월 15일 제36회 졸업식(170명)
- 2020년 1월 30일 메이커 스페이스 구축
- 2020년 2월 12일 제37회 졸업식(226명)
- 2023년 5월 6일 개교 40주년

## 학교 상징
- 교화 - 개나리 : 늘 밝게 웃으며 미래를 희망적으로 표현하는 공항 어린이의 마음을 표현함
- 교목 - 느티나무 : 늘 우리의 곁에서 아낌없이 주며 사랑을 실천하는 교훈을 줌
- 캐릭터
  - 나래 : 개나리를 형상화, 마음껏 상상의 나래를 펼치는 공항어린이, 꿈을 향해 날아오르는 공항어린이
  - 누리 : 느티나무를 형상화, 꿈을 이루어 온 세상을 마음껏 누리는 공항어린이, 꿈을 향해 세상을 향해 나아가는 공항어린이

## 참고 자료
- 서울공항초등학교 - 한국교육학술정보원 학교알리미